# Okręty podwodne typu Medusa
Okręty podwodne typu Medusa – włoskie okręty podwodne z początku XX wieku i okresu I wojny światowej. W latach 1910–1913 w stoczniach FIAT-San Giorgio w La Spezii, OTO w Livorno i CNR w Muggiano zbudowano osiem okrętów tego typu. Jednostki weszły w skład Regia Marina w latach 1912–1913 i pełniły służbę na Morzu Śródziemnym. Wszystkie wzięły udział w działaniach wojennych, nie odnosząc poważniejszych sukcesów. W trakcie walk utracono dwie jednostki („Medusa” i „Jalea”), a pozostałe okręty zostały skreślone z listy floty we wrześniu 1918 roku.

## Projekt i budowa
Okręty podwodne typu Medusa zostały zaprojektowane przez inż. Cesarego Laurentiego jako rozwinięcie poprzednich projektów tego konstruktora (Glauco i „Foca”). Po wybuchu oparów benzyny na „Foce” zrezygnowano ostatecznie z montażu na okrętach podwodnych silników benzynowych i do napędu nowych jednostek użyto po raz pierwszy silników wysokoprężnych . Nowatorski napęd spowodował opóźnienia we wprowadzeniu okrętów do służby ze względu na przeprowadzane testy, wypadki i przeróbki. Ostatecznie jednak powstały udane jednostki charakteryzujące się wysoką manewrowością i stabilnością w położeniu podwodnym.
Spośród ośmiu okrętów typu Medusa cztery zostały zbudowane w stoczni FIAT-San Giorgio w La Spezii, a po dwa powstały w stoczniach OTO w Livorno i CNR w Muggiano. Stępki okrętów położono w latach 1910–1911, a zwodowane zostały w latach 1911–1913.
| Okręt     | Stocznia         | Początek budowy      | Wodowanie         | Wejście do służby |
| --------- | ---------------- | -------------------- | ----------------- | ----------------- |
| „Medusa”  | FIAT-San Giorgio | 29 maja 1910         | 30 lipca 1911     | 1 czerwca 1912    |
| „Velella” | FIAT-San Giorgio | 5 czerwca 1910       | 25 maja 1911      | 10 lipca 1912     |
| „Argo”    | FIAT-San Giorgio | 26 września 1910     | 14 stycznia 1912  | 6 września 1912   |
| „Fisalia” | OTO              | 3 października 1910  | 25 lutego 1912    | 13 września 1912  |
| „Salpa”   | CNR              | 25 sierpnia 1910     | 14 maja 1912      | 10 września 1912  |
| „Jantina” | CNR              | 18 sierpnia 1910     | 29 listopada 1912 | 14 maja 1913      |
| „Zoea”    | OTO              | 18 października 1910 | 2 marca 1913      | 10 lipca 1913     |
| „Jalea”   | FIAT-San Giorgio | 10 marca 1911        | 3 sierpnia 1913   | 1 września 1913   |

## Dane taktyczno-techniczne
Jednostki typu Medusa były niewielkimi, przybrzeżnymi okrętami podwodnymi o konstrukcji dwukadłubowej . Długość całkowita wynosiła 45,15 metra, szerokość 4,2 metra i zanurzenie 3 metry. Wyporność normalna w położeniu nawodnym wynosiła 248–252 tony, a w zanurzeniu 305 ton. Okręty napędzane były na powierzchni przez dwa silniki wysokoprężne FIAT o łącznej mocy 650 KM. Napęd podwodny zapewniały dwa silniki elektryczne Savigliano o łącznej mocy 300 KM. Dwuśrubowy układ napędowy pozwalał osiągnąć prędkość 12 węzłów na powierzchni i 8 węzłów w zanurzeniu. Zasięg wynosił 1200 Mm przy prędkości 8 węzłów w położeniu nawodnym oraz 54 Mm przy prędkości 6 węzłów w zanurzeniu (lub 670 Mm przy 12 węzłach na powierzchni i 24 Mm przy 8 węzłach w zanurzeniu). Dopuszczalna głębokość zanurzenia wynosiła 40 metrów .
Okręty wyposażone były w dwie stałe dziobowe wyrzutnie torped kalibru 450 mm, z łącznym zapasem czterech torped.
Załoga pojedynczego okrętu składała się z 2 oficerów oraz 19 podoficerów i marynarzy.

## Służba
Okręty podwodne typu Medusa weszły do służby w Regia Marina w latach 1912–1913. W początkowym okresie załogi okrętów przechodziły szkolenie na wodach Morza Tyrreńskiego i odbywały krótkie rejsy głównie w rejon Sardynii. W momencie przystąpienia Włoch do I wojny światowej pięć okrętów typu Medusa wchodziło w skład 1. dywizjonu okrętów podwodnych w Wenecji („Medusa”, „Jalea”, „Jantina”, „Salpa” i „Zoea”), dwa należały do 2. dywizjonu stacjonującego w tej samej bazie („Argo” i „Fisalia”), a „Velella” służyła w 3. dywizjonie w Brindisi. W pierwszych dwóch latach wojny okręty wychodziły na ofensywne patrole pod nieprzyjacielskie wybrzeże. 10 czerwca 1915 roku „Medusa” została zatopiona koło Porto di Piave Vecchia przez niemiecki okręt podwodny SM UB-15 (pływający pod banderą austro-węgierską jako SM U-11). 17 sierpnia 1915 roku „Jalea” zatonęła wraz z całą załogą po wejściu na austro-węgierską minę postawioną nieopodal Pirano. 2 sierpnia 1916 roku „Salpa” storpedowała i ciężko uszkodziła pod Galiola kanonierkę torpedową SMS „Magnet”.
Od końca 1916 roku ocalałe okręty były używane głównie do ochrony własnych baz, a pod koniec 1917 roku trafiły do rezerwy i zostały rozbrojone. Z listy floty skreślono je we wrześniu 1918 roku.